# Blaptica interior
Blaptica interior är en kackerlacksart som beskrevs av Morgan Hebard 1921. Blaptica interior ingår i släktet Blaptica och familjen jättekackerlackor. Inga underarter finns listade.